# FK Sebastopol
FK Sebastopol (Oekraïens: Т.о.в. Професійний футбольний клуб «Севастополь» м. Севастополь, T.o.v. Profesijnyj Futbolnyj Klub "Sevastopol" m. Sevastopol, Russisch: Профессиональный Футбольный Клуб «Севастополь», Krim-Tataars: PFK "Sevastopol") was een Oekraïense voetbalclub uit Sebastopol, een van de zuidelijkste steden van het land.
Na lange tijd in de derde klasse gespeeld te hebben promoveerde na seizoen 2006/07 naar de tweede klasse (Persja Liha). In 2010 werd de club kampioen en promoveerde zo voor het eerst naar de hoogste klasse. De club degradeerde direct weer maar keerde na een nieuw kampioenschap terug in 2013.
Na de annexatie van de Krim door Rusland in 2014 heeft de Russische voetbalbond drie clubs uit de Krim (waaronder FK Sebastopol) toegelaten tot de Russische competitie. De voetbalbond van Oekraïne heeft hiertegen protest aangetekend bij zowel de UEFA als de FIFA. FK Sebastopol hield op te bestaan en het nieuw opgerichte SKChF Sebastopol ging in de Russische Tweede divisie spelen.